# Divisão N.º 16 (Alberta)
A Divisão N.º 16 é uma das dezenove divisões do censo da província canadense de Alberta, conforme definido pela Statistics Canada. A divisão está localizada no nordeste da Região Norte de Alberta, e circunda a área de serviço urbano de Fort McMurray.